# Fosterella pearcei
Fosterella pearcei är en gräsväxtart som först beskrevs av John Gilbert Baker, och fick sitt nu gällande namn av Lyman Bradford Smith. Fosterella pearcei ingår i släktet Fosterella och familjen Bromeliaceae. Inga underarter finns listade i Catalogue of Life.